# TV 문화속으로
TV 문화속으로는 매주 토요일 아침 10시 30분에 부산 KBS 1TV 및 울산 KBS 1TV로 각각 방송되었던 텔레비전 프로그램이다.

## 기획 의도
부산의 문화 소식을 마련하는 텔레비전 프로그램이다.

## 방송 시간
| 방송 채널                 | 방송 기간                          | 방송 시간                             |
| ------------------------- | ---------------------------------- | ------------------------------------- |
| 부산 KBS 1TV 울산 KBS 1TV | 2010년 5월 11일 ~ 2010년 12월 21일 | 매주 화요일 밤 11:30 ~ 12:20 (50분)   |
| 부산 KBS 1TV 울산 KBS 1TV | 2011년 1월 4일 ~ 2011년 10월 25일  | 매주 화요일 밤 11:40 ~ 12:25 (45분)   |
| 부산 KBS 1TV 울산 KBS 1TV | 2011년 11월 9일 ~ 2012년 10월 3일  | 매주 수요일 밤 11:40 ~ 12:25 (45분)   |
| 부산 KBS 1TV 울산 KBS 1TV | 2012년 10월 17일 ~ 2013년 4월 3일  | 매주 수요일 밤 11:40 ~ 12:30 (50분)   |
| 부산 KBS 1TV 울산 KBS 1TV | 2013년 4월 9일 ~ 2014년 8월 26일   | 매주 화요일 밤 10:50 ~ 11:30 (40분)   |
| 부산 KBS 1TV 울산 KBS 1TV | 2014년 9월 6일 ~ 2016년 8월 3일    | 매주 토요일 아침 10:30 ~ 11:10 (40분) |

## 구성
- 전시
- 연극
- 예술가의 작업실
- 한밤의 초대석

## 역대 진행자
- 1기 김민정 : 2012.3.7 ~ 2014.2.25
- 2기 이슬기 : 2014.3.4 ~ 2014.4.1
- 3기 조항리 : 2014.4.8 ~ 2014.5.13
- 4기 이지현 : 2014.5.20 ~ 2016.4.27
- 5기 김하윤 : 2016.5.4 ~ 2016.8.3

## 방송 회차

### 2003년
| 회차 | 방송일    | 제목                       |
| ---- | --------- | -------------------------- |
| 1    | 11월 19일 |                            |
| 2    | 11월 26일 | '혼자놀기' 재밌나요?       |
| 3    | 12월 3일  | '손문상 화백의 만평세상'   |
| 4    | 12월 10일 | 문화개척자 '재미난 사람들' |
| 5    | 12월 17일 | 당당한 '치들의 반란'       |
| 6    | 12월 24일 | '동서양 타악의 만남'       |

### 2004년
| 회차 | 방송일    | 제목                                         |
| ---- | --------- | -------------------------------------------- |
| 7    | 1월 7일   | 2004년 영화도시 부산, 로케이션 매니저가 뛴다 |
| 8    | 1월 14일  | 新 올빼미 족이 뜬다                          |
| 9    | 1월 28일  | 새내기 미술가들의 유쾌한 상상                |
| 10   | 2월 4일   | '파티문화' 엿보기                            |
| 11   | 2월 11일  | 나는 다르다 '튜닝'                           |
| 12   | 2월 18일  | '新 오빠부대' 팬문화가 바뀐다                |
| 13   | 2월 25일  | 사이버 예술가들                              |
| 14   | 3월 3일   | 명화 패러디로 세상을 본다                    |
| 15   | 3월 17일  | 관객 천만 시대, 왜 한국영화에 열광하는가?    |
| 16   | 3월 24일  | B-BOY, 춤의 승부사                           |
| 17   | 4월 28일  | 웹툰, 모니터 밖 세상과 공감하다              |
| 18   | 5월 7일   | 디지털 영화의 힘                             |
| 19   | 5월 14일  | 거리로 나선, 문화게릴라!                     |
| 20   | 5월 21일  | '전위'에서 '일상'으로... 퓨전문화!           |
| 21   | 5월 28일  | 세계가 한국영화에 주목하다                   |
| 22   | 6월 4일   | 2004부산비엔날레의 봄 여름 그리고 가을       |
| 23   | 6월 11일  | 브라보, 소극장 연극!                         |
| 24   | 6월 18일  | 춤추는 남자들의 청춘백서                     |
| 25   | 7월 2일   | 시대의 발견, 얼굴                            |
| 26   | 7월 9일   | 풍자의 미학, 화장실                          |
| 27   | 7월 16일  | 新 미술, 비디오아트의 세계                   |
| 28   | 7월 23일  | 2004 디지털 스토리                           |
| 29   | 9월 10일  | 2004비엔날레의 꽃! 현대미술전                |
| 30   | 9월 17일  | 여성주의 미술, 그 절반의 이야기              |
| 31   | 9월 24일  | 잊혀진 시대, 부산을 담은 기록화              |
| 32   | 10월 1일  | 가을밤 재즈의 향연, 더 째즈 데이             |
| 33   | 10월 15일 | 부산국제영화제 결산                          |
| 34   | 10월 22일 | 2004 바다미술제 - 현대미술의 틈, 건너가기    |
| 35   | 11월 5일  | 가까이 더 가까이! 찾아가는 문화              |
| 36   | 11월 19일 | 공연 매니아, 그들이 꿈꾸는 세상              |
| 37   | 11월 26일 | 미술, 테크놀로지와 만나다                    |
| 38   | 12월 3일  | 상상무한지대! 부산독립                       |
| 39   | 12월 10일 | 21세기 문화코드. 캐릭터                      |
| 40   | 12월 17일 | Re' 인디밴드, 비상을 꿈꾸며!                 |
| 41   | 12월 24일 | 영화로 떠나는 겨울여행                       |

### 2005년
| 회차 | 방송일    | 제목                                             |
| ---- | --------- | ------------------------------------------------ |
| 42   | 1월 7일   | 부산문화 2004 그리고 2005                        |
| 43   | 1월 14일  | 2005 주목! 이 사람                               |
| 44   | 1월 21일  | 2005 주목! 이 사람 - 풍경 속에서 시를 읽다       |
| 45   | 1월 28일  | 나를 찾아가는 길, 사진가 김홍희 외               |
| 46   | 2월 4일   | 색다른 만남, 이색동화(二色同和)                  |
| 47   | 2월 11일  | 전통의 선율과 함께하는 신년음악회                |
| 48   | 2월 18일  | 발레로 보는 세계 민속춤 외                       |
| 49   | 2월 25일  | 춤에 중독된 여자, 하연화 외                      |
| 50   | 3월 4일   | 작은음악회 - 현&락, 봄을 부르는 소리             |
| 51   | 3월 11일  | 문화스페셜 - ‘동양의 모차르트’ 피아니스트 한동일 |
| 52   | 3월 18일  | mini-Concert - 나의 삶, 나의 예술                |
| 53   | 3월 25일  | 산복도로 시인 강영환 외                          |
| 54   | 4월 8일   | 문화기획 - 부산연극, 르네상스를 꿈꾸다           |
| 55   | 4월 15일  | 미술가 방정아의 세상 꼬집기 외                   |
| 56   | 4월 22일  | 부산의 몽마르트, 미술의 거리 외                  |
| 57   | 4월 29일  | 디지털 시대, 새로운 영화감각 초단편영화 외       |
| 58   | 5월 6일   | 동심으로의 초대 - 제1회 아동극 페스티벌 외       |
| 59   | 5월 13일  | 동서양 웃음의 만남 - 부산국제연극제 외           |
| 60   | 5월 20일  | 조각 전통의 멋 - 조각보 전 외                    |
| 61   | 5월 27일  | '파테아 마오리'와 함께 하는 뉴질랜드 민속춤 외   |
| 62   | 6월 3일   | 칸이 주목한 한국영화 외                          |
| 63   | 6월 10일  | 한국퀼트아트 전 외                               |
| 64   | 6월 17일  | 우리 사발 이야기' - 도예가 신한균 외             |
| 65   | 6월 24일  | 칠공예 전 외                                     |
| 66   | 7월 1일   | 가야금 장인, 이석희 외                           |
| 67   | 7월 8일   | 부산국제여름무용제 외                            |
| 68   | 7월 15일  | 패션, 조형예술로 태어나다 외                     |
| 69   | 7월 22일  | 메이드 인 부산 - 가족 오페라 '마술피리' 외       |
| 70   | 7월 29일  | 춤의 영역 넓히기 - 김희은 The Dance Story 외     |
| 71   | 8월 5일   | 흙으로 그린 한국화 - 율촌 정창원 외              |
| 72   | 8월 12일  | 제1회 부산국제해변무용제 외                      |
| 73   | 8월 19일  | 제1회 동래 야외극 페스티벌 외                    |
| 74   | 8월 26일  | 어린이와 함께 하는 재미있는 미술 전 외           |
| 75   | 9월 2일   | 음악극으로의 초대 - 연극 '결혼' 외               |
| 76   | 9월 16일  | 전통 이조장을 재현한다 - 소목장 정재언 외        |
| 77   | 9월 23일  | 천년을 가는 한지공예의 매력 속으로 외            |
| 78   | 9월 30일  | 제3회 부산창작국악관현축제 2005                  |
| 79   | 10월 21일 | 제2회 광대연극제 외                              |
| 80   | 10월 28일 | 무술타악 코믹 퍼포먼스 '휘투타' 외               |
| 81   | 11월 10일 | 부산역을 포장하라 외                             |
| 82   | 11월 17일 | 조선여인의 美, 근대외교의 발자취 전 외           |
| 83   | 11월 24일 | Made in Busan 뮤지컬 외                          |
| 84   | 12월 1일  | 정극의 부활 - 연극 타이피스트 외                 |
| 85   | 12월 15일 | 그래피티 아트 외                                 |
| 86   | 12월 29일 | 21세기형 디지털 아티스트 '사타' 외               |

### 2014년
| 회차            | 방송일   | 제목                            | 제목                |
| --------------- | -------- | ------------------------------- | ------------------- |
|                 | 1월 7일  | 전시                            | 블루의 시간전       |
| 연극            | 1월 7일  | 행복                            |                     |
| 예술가의 작업실 | 1월 7일  | 이희섭                          |                     |
| 한밤의 초대석   | 1월 7일  | 최윤영과 함께하는 신년 퓨전국악 |                     |
|                 | 1월 14일 | 전시                            | 라이프 사진전       |
| 연극            | 1월 14일 | 도둑과 연인                     |                     |
| 예술가의 작업실 | 1월 14일 | 박은국                          |                     |
| 한밤의 초대석   | 1월 14일 | 기타듀오 폴리포니의 러브테마    |                     |
|                 | 1월 21일 | 전시                            | 송혜수 탄생 100주년 |
| 연극            | 1월 21일 | 스캔들                          |                     |
| 예술가의 작업실 | 1월 21일 | 이인미                          |                     |
| 한밤의 초대석   | 1월 21일 | 아비오                          |                     |
|                 | 1월 28일 | 전시                            | 오래된 아이 초대전  |
| 연극            | 1월 28일 | 검정고무신                      |                     |
| 예술가의 작업실 | 1월 28일 | 정문식                          |                     |
| 한밤의 초대석   | 1월 28일 |                                 |                     |
|                 | 2월 4일  | 전시                            | 밀다원을 찾아서     |
| 연극            | 2월 4일  | 불편한 타이밍                   |                     |
| 예술가의 작업실 | 2월 4일  | 백근영                          |                     |
|                 | 2월 11일 | 전시                            | 펜화전              |
| 연극            | 2월 11일 | 로미오와 줄리엣                 |                     |
| 예술가의 작업실 | 2월 11일 | 정혜련                          |                     |
| 한밤의 초대석   | 2월 11일 | 피아노와 이빨, 그리고 윤효간    |                     |
|                 | 2월 18일 | 전시                            | 面面 시대의 얼굴    |
| 연극            | 2월 18일 | 오마이갓 뎅                     |                     |
| 예술가의 작업실 | 2월 18일 | 남정훈                          |                     |
| 한밤의 초대석   | 2월 18일 | 에때르노                        |                     |
|                 | 2월 25일 | 전시                            | 신은경              |
| 연극            | 2월 25일 | 짝사랑                          |                     |
| 예술가의 작업실 | 2월 25일 | 양일동                          |                     |
| 한밤의 초대석   | 2월 25일 | 밴드 아메리카노                 |                     |
|                 | 3월 4일  | 전시                            | 이대원              |
| 연극            | 3월 4일  | 하녀들                          |                     |
| 예술가의 작업실 | 3월 4일  | 최광호                          |                     |
| 한밤의 초대석   | 3월 4일  | 해야연                          |                     |

## 같이 보기
- 무대와 객석